# Lo Bròc (Puèi Domat)
Le Broc és un municipi francès situat al departament del Puèi Domat i a la regió d'Alvèrnia-Roine-Alps. L'any 2007 tenia 610 habitants.

## Demografia

### Població
El 2007 la població de fet de Le Broc era de 610 persones. Hi havia 260 famílies de les quals 68 eren unipersonals (32 homes vivint sols i 36 dones vivint soles), 88 parelles sense fills, 96 parelles amb fills i 8 famílies monoparentals amb fills.
La població ha evolucionat segons el següent gràfic:
Habitants censats

### Habitatges
El 2007 hi havia 323 habitatges, 260 eren l'habitatge principal de la família, 29 eren segones residències i 34 estaven desocupats. 317 eren cases i 6 eren apartaments. Dels 260 habitatges principals, 225 estaven ocupats pels seus propietaris, 29 estaven llogats i ocupats pels llogaters i 6 estaven cedits a títol gratuït; 3 tenien una cambra, 7 en tenien dues, 29 en tenien tres, 73 en tenien quatre i 148 en tenien cinc o més. 192 habitatges disposaven pel capbaix d'una plaça de pàrquing. A 101 habitatges hi havia un automòbil i a 143 n'hi havia dos o més.

### Piràmide de població
La piràmide de població per edats i sexe el 2009 era:
| Homes | Edats   | Dones |
| ----- | ------- | ----- |
| 0     | 95 o +  | 0     |
| 4     | 90 a 94 | 0     |
| 0     | 85 a 89 | 12    |
| 0     | 80 a 84 | 0     |
| 16    | 75 a 79 | 8     |
| 8     | 70 a 74 | 12    |
| 16    | 65 a 69 | 16    |
| 16    | 60 a 64 | 24    |
| 24    | 55 a 59 | 20    |
| 20    | 50 a 54 | 16    |
| 24    | 45 a 49 | 28    |
| 16    | 40 a 44 | 20    |
| 20    | 35 a 39 | 12    |
| 32    | 30 a 34 | 28    |
| 20    | 25 a 29 | 12    |
| 4     | 20 a 24 | 8     |
| 16    | 15 a 19 | 12    |
| 16    | 10 a 14 | 12    |
| 4     | 5 a 9   | 20    |
| 20    | 0 a 4   | 20    |

## Economia
El 2007 la població en edat de treballar era de 399 persones, 297 eren actives i 102 eren inactives. De les 297 persones actives 265 estaven ocupades (146 homes i 119 dones) i 32 estaven aturades (11 homes i 21 dones). De les 102 persones inactives 41 estaven jubilades, 34 estaven estudiant i 27 estaven classificades com a «altres inactius».

### Ingressos
El 2009 a Le Broc hi havia 265 unitats fiscals que integraven 628 persones, la mediana anual d'ingressos fiscals per persona era de 18.608 €.

### Activitats econòmiques
Dels 42 establiments que hi havia el 2007, 2 eren d'empreses alimentàries, 1 d'una empresa de fabricació d'elements pel transport, 6 d'empreses de fabricació d'altres productes industrials, 5 d'empreses de construcció, 12 d'empreses de comerç i reparació d'automòbils, 3 d'empreses de transport, 1 d'una empresa d'informació i comunicació, 4 d'empreses immobiliàries, 4 d'empreses de serveis, 1 d'una entitat de l'administració pública i 3 d'empreses classificades com a «altres activitats de serveis».
Dels 10 establiments de servei als particulars que hi havia el 2009, 1 era una funerària, 3 tallers de reparació d'automòbils i de material agrícola, 1 taller d'inspecció tècnica de vehicles, 2 lampisteries, 1 electricista i 2 agències immobiliàries.
Dels 2 establiments comercials que hi havia el 2009, 1 era una fleca i 1 una botiga de mobles.
L'any 2000 a Le Broc hi havia 23 explotacions agrícoles que ocupaven un total de 945 hectàrees.

## Equipaments sanitaris i escolars
El 2009 hi havia una escola elemental integrada dins d'un grup escolar amb les comunes properes formant una escola dispersa.

## Poblacions més properes
El següent diagrama mostra les poblacions més properes.